# Вернег
Вернег (фр. Vernègues) — коммуна на юго-востоке Франции в регионе Прованс — Альпы — Лазурный Берег, департамент Буш-дю-Рон, округ Арль, кантон Пелиссан.
Площадь коммуны — 15,89 км², население — 1323 человека (2006) с выраженной тенденцией к росту: 1524 человека (2012), плотность населения — 95,9 чел/км².

## Население
Население коммуны в 2011 году составляло 1463 человека, а в 2012 году — 1524 человека.
| 1962 | 1968 | 1975 | 1982 | 1990 | 1999 | 2004 | 2006 | 2009 | 2011 | 2012 |
| ---- | ---- | ---- | ---- | ---- | ---- | ---- | ---- | ---- | ---- | ---- |
| 243  | 259  | 285  | 377  | 687  | 939  | 1256 | 1323 | 1386 | 1463 | 1524 |

Динамика населения:

## Экономика
В 2010 году из 982 человек трудоспособного возраста (от 15 до 64 лет) 772 были экономически активными, 210 — неактивными (показатель активности 78,6 %, в 1999 году — 67,8 %). Из 772 активных трудоспособных жителей работали 703 человека (391 мужчина и 312 женщин), 69 числились безработными (26 мужчин и 43 женщины). Среди 210 трудоспособных неактивных граждан 75 были учениками либо студентами, 58 — пенсионерами, а ещё 77 — были неактивны в силу других причин.
На протяжении 2010 года в коммуне числилось 536 облагаемых налогом домохозяйств, в которых проживало 1378,0 человек. При этом медиана доходов составила 19 тысяч 877 евро на одного налогоплательщика.